# 洛浦公园
洛浦公园位于河南省洛阳市的母亲河洛河两岸，绵延18公里，总面积达1200万平方米，是洛阳市的城市生态带。公园开工于1997年5月15日，历时5年，于2002年年底落成，耗资约5.9亿元人民币，公园分北岸景区、南岸景区和水面景区三个景区。北岸景区建设建有10个植物园，14个历史文化广场；南岸景区有以牡丹为的国花园和60米的景观绿化带。